# Ursula Myrén
Ursula Elizabeth Myrén (Hägersten, 30 de enero de 1966) es una deportista sueca que compitió en judo. Ganó una medalla de bronce en el Campeonato Europeo de Judo de 1994 en la categoría de –56 kg.
Participó en dos Juegos Olímpicos de Verano en los años 1992 y 1996, su mejor actuación fue un noveno puesto logrado en Barcelona 1992 en la categoría de –56 kg.

## Palmarés internacional
| Campeonato Europeo | Campeonato Europeo | Campeonato Europeo | Campeonato Europeo |
| Año                | Lugar              | Medalla            | Categoría          |
| ------------------ | ------------------ | ------------------ | ------------------ |
| 1994               | Gdańsk (Polonia)   | Medalla de bronce  | –56 kg             |